# AIM-92 Stinger

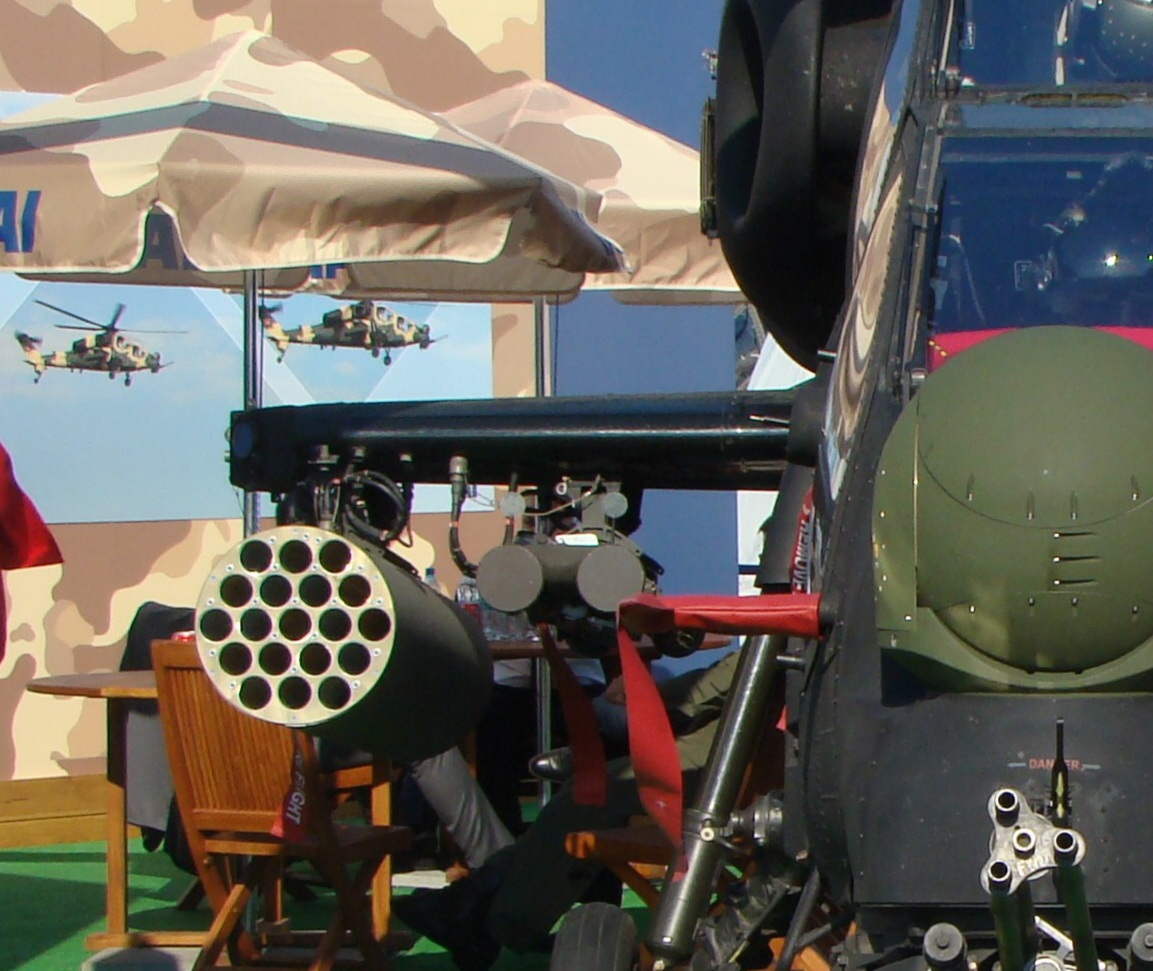
Helicóptero turco T129 ATAK con dos misiles Stinger aire-aire montados debajo del ala.

El AIM-92 Stinger es un misil aire-aire estadounidense idéntico al del FIM-92 Stinger, solo que a diferencia de este, no es lanzado desde tierra y personalmente, desde el hombro. Está diseñado para ser disparado desde vehículos como el AH-64 Apache, el Eurocopter Tigre y también de aeronaves tipo VANT como el MQ-1 Predator, así como otros.

## Historia
El ejército de E.U. ha utilizado variantes de este misil en helicópteros como el OH-58 Kiowa y el UH-60 Black Hawk.
En 1996, en una prueba del 19 de noviembre, el AIM-92 Block-I fue disparado desde un OH-58  por el capitán Bob Blanchett y exitosamente destruyó a un helicóptero autónomo QUH-1 en el campo de pruebas Yuma durante el despliegue de medidas preventivas con un rango de más de 4500 metros.
Una segunda variante, el Block-II, fue equipado con detectores infrarrojos, una nueva batería y capacidades más avanzadas para el procesamiento de señales. El infrarrojo le permite obtener un rango de alcance de hasta 8 km, además de mejorar la precisión y hacerlo eficaz durante la noche. También presenta un sistema que le permite enfocar el infrarrojo hacia el blanco antes de ser disparado. Fue probado en 1997 en el mismo campo de pruebas militares.
El ATAL es una versión mejorada del anterior que es usado en el OH-58 y el Black Hawk. Este se equipa en el AH-64 Apache, en el cual, 9 misiles fueron probados desde este helicóptero desplazándose a 252 km/h, 8 de ellos acertaron directamente en helicópteros de prueba.

## Características generales (Block-I)
Igual que FIM-92 Stinger
- Longitud: 172 cm (59.8in)
- Diámetro: 70 mm (2.8in)
- Envergadura: 140 mm (5.5in)
- Peso de despegue: 16 kg
- Sistema de guía: IR pasivo
- Ojiva: fragmentación con 3 kg de explosivo
- Propulsión: combustible sólido
- Velocidad: Mach 2.2 (750 m/s)
- Alcance: 200 m - 4,5 km

## Modelos
- Block-I
- Block-II (alcance máximo de 8 km contra blancos suspendidos)

- Datos: Q1041627